# Diplocephaloides
Diplocephaloides Oi, 1960 è un genere di ragni appartenente alla famiglia Linyphiidae.

## Distribuzione
Le due specie oggi attribuite a questo genere sono state reperite in Asia orientale: la D. saganus in varie località della Corea e del Giappone e la D. uncatus, recentemente scoperta, è un endemismo della Cina.

## Tassonomia
A dicembre 2011, si compone di due specie:
- Diplocephaloides saganus (Bösenberg & Strand, 1906)[3] — Corea, Giappone
- Diplocephaloides uncatus Song & Li, 2010 — Cina